# Eddie Vincent
Edward „Eddie“ Vincent (* Juli 1878; † nach 1925) war ein Posaunist des frühen Jazz.
Vincent, der im Hauptberuf Dockarbeiter war, lebte um 1910 in Algiers und spielte um 1916 in St. Louis in der Creole Jazz Band (u. a. mit Freddie Keppard, George Baquet, Jimmy Palao, Norwood Williams, Henry Morgan Prince  und Bill Johnson), mit der 1918 Aufnahmen in New York entstanden („Tack’em Down“). Vincent setzte dann seine Karriere in Chicago fort, wo er bei Ollie Powers’ Harmony Syncopators (1923, u. a. mit Tommy Ladnier und Jimmie Noone) („Play That Thing“), Everett Robbins (1924), Jones’ Paramount Charleston Four (1925) und noch 1926 bei Freddie Keppard’s Jazz Cardinals spielte. Im Bereich des Jazz war er zwischen 1918 und 1926 an sieben Aufnahmesessions beteiligt, außerdem mit Papa Charlie Jackson.